# Старонайманське сільське поселення
Ста́рона́йманське сільське поселення (рос. Старонайманское сельское поселение) — муніципальне утворення у складі Великоберезниківського району Мордовії, Росія. Адміністративний центр — село Старі Наймани.

## Населення
Населення — 400 осіб (2019, 548 у 2010, 689 у 2002).

## Склад
До складу поселення входять такі населені пункти:
| Населений пункт     | Населення, осіб (2002) | Населення, осіб (2010) |
| ------------------- | ---------------------- | ---------------------- |
| Молнія, селище      | 15                     | 7                      |
| Старі Наймани, село | 674                    | 541                    |